# Canton de Villeneuve-sur-Lot (ancien)
Pour les articles homonymes, voir Canton de Villeneuve-sur-Lot.
Le canton de Villeneuve-sur-Lot est une ancienne division administrative française située dans le département de Lot-et-Garonne, en région Aquitaine.

## Géographie
Le canton de Villeneuve-sur-Lot était organisé autour de Villeneuve-sur-Lot dans l'arrondissement de Villeneuve-sur-Lot. Son altitude variait de 42 m (Bias et Lédat)  à 231 m (Saint-Antoine-de-Ficalba).

## Histoire
Le canton de Villeneuve est créé à la Révolution française. Il prend le nom de canton de Villeneuve-sur-Lot en 1875.
En 1973, il est remplacé par ceux de Villeneuve-sur-Lot-Nord et de Villeneuve-sur-Lot-Sud.

## Représentation

### Conseillers généraux de 1833 à 2015
| Période     | Période          | Identité                       | Étiquette              | Qualité |
| ----------- | ---------------- | ------------------------------ | ---------------------- | --- |
| 1833        | 1842 (démission) | Nicolas Germain Delbrel        |                        | Avocat Maire de Villeneuve-d'Agen (1830-1840) Nommé sous-préfet                                                  |
| 1842        | 1842             | Maurice Brown                  |                        | Avocat à Villeneuve-d'Agen, capitaine en second de la Garde Nationale, conseiller d'arrondissement               |
| 1842        | 1848             | Maurice Grégoire Bosq          |                        | Adjoint au maire de Villeneuve-d'Agen                                                                            |
| 1848        | 1852             | Ferdinand de Lesseps           |                        | Ancien membre du Conseil d'État                                                                                  |
| 1852        | 1870             | Paul Émile Mouysset            |                        | Président du Tribunal civil de Villeneuve-d'Agen, domicilié à Cambes (commune de Pujols)                         |
| 1870        | 1871             | Louis Delsol                   |                        | Banquier à Villeneuve-d'Agen                                                                                     |
| 1871        | 1873 (décès)     | Pierre Félix Soulhiol          |                        | Avocat, maire de Villeneuve-d'Agen (1870-1873)                                                                   |
| 1873        | 1877 (décès)     | Paul Lafargue                  | Républicain            | Avoué à Villeneuve-sur-Lot                                                                                       |
| 1877        | 1920 (décès)     | Henri Pierre Carles            | Républicain            | Avoué, juge au Tribunal de commerce Maire de Villeneuve-sur-Lot (1891-1908)                                      |
| 1920        | 1931             | Georges Mouly                  | Républicain            | Médecin Maire de Villeneuve-sur-Lot (1920-1929)                                                                  |
| 1931        | 1937             | Georges Bordeneuve (1876-1946) | RG                     | Négociant, industriel Maire de Villeneuve-sur-Lot (1929-1937)                                                    |
| 1937        | 1940             | Jean-Daniel Sauvaud            | RG                     | Vétérinaire à Villeneuve-sur-Lot Nommé conseiller départemental en 1943                                          |
|             |                  |                                |                        | |
| 1945        | 1946 (décès)     | Georges Bordeneuve             | Rad.                   | Agriculteur et industriel à Villeneuve-sur-Lot                                                                   |
| 19 mai 1946 | 1955 (décès)     | René Rieus (1881-1955)         | RI                     | Ancien ingénieur en chef des travaux publics de l'Indochine Maire de Villeneuve-sur-Lot (1937-1944 et 1949-1955) |
| 1955        | 1967             | Jacques Raphaël-Leygues        | Rad. puis UNR puis UDR | Avocat Député (1958-1962) Maire de Villeneuve-sur-Lot (1955-1974)                                                |
| 1967        | 1973             | Jean-Claude Cayrel (1921-1995) | CIR                    | Pharmacien Maire de Villeneuve-sur-Lot (1974-1976)                                                               |

### Conseillers d'arrondissement (de 1833 à 1940)
| Période                                  | Période      | Identité                   | Étiquette                | Qualité |
| ---------------------------------------- | ------------ | -------------------------- | ------------------------ | --- |
| 1833                                     | 1842         | Maurice Brown              |                          | Avocat à Villeneuve-d'Agen                                                                                  |
| 1842                                     | 1848         | M. Alibert                 |                          | Propriétaire à Villeneuve-d'Agen                                                                            |
|                                          |              |                            |                          | |
| 1880                                     | 1881 (décès) | M. Couderc                 |                          | |
|                                          |              |                            |                          | |
| 1886                                     | 1898         | Pierre Joseph Albert Bergé | Républicain              | Juge suppléant au Tribunal de Villeneuve-sur-Lot, propriétaire à Lédat                                      |
| 1898                                     | 1900 (décès) | Léon Compeyrot (1846-1900) | Républicain opportuniste | Conseiller municipal de Villeneuve-sur-Lot                                                                  |
| 1900                                     |              | M. Bigon                   | Radical                  | |
|                                          |              |                            |                          | |
| 1922                                     |              | François Brouens           | Républicain              | Maire de Lédat                                                                                              |
|                                          | 1938         | M. Mercié                  | Républicain              | Adjoint au maire de Villeneuve-sur-Lot                                                                      |
| 1938                                     | 1940         | Léo Viguier                | Rad.ind.                 | Négociant en bestiaux, conseiller municipal de Villeneuve-sur-Lot                                           |
| 1940                                     |              |                            |                          | Les conseils d'arrondissement ont été suspendus par la loi du 12 octobre 1940 et n'ont jamais été réactivés |
| Les données manquantes sont à compléter. |              |                            |                          | |

## Composition
Il était composé des communes suivantes :
- Bias avant 1806, et après 1935[C 2]
- La Cenne entre 1801 et 1839[C 3]
- Coulougues avant 1806[C 4]
- Courbiac avant 1806[C 5]
- Lédat à partir de 1801[C 6]
- Montmares avant 1806[C 7]
- Pujols à partir de 1801[C 8]
- Saint-Antoine-de-Ficalba à partir de 1801[C 9]
- Saint-Germain avant 1806[C 10]
- Saint-Hilaire avant 1806[C 11]
- Saint-Sernin avant 1806[C 12]
- Saint-Sulpice-Rivelot avant 1806[C 13]
- Sainte-Colombe-de-Villeneuve à partir de 1801[C 14]
- Sainte-Radegonde avant 1806[C 15]
- Sembas à partir de 1801[C 16]
- Soubiroux avant 1806[C 17]
- Tremons avant 1806[C 18]
- Villeneuve-sur-Lot[C 1]